# Anomala porcia
Anomala porcia är en skalbaggsart som beskrevs av Ohaus 1930. Anomala porcia ingår i släktet Anomala och familjen Rutelidae. Inga underarter finns listade i Catalogue of Life.